# Articles of Faith
Articles of Faith war eine frühe US-amerikanische Hardcore-Band aus Chicago, die die Hardcoreszene der Stadt entscheidend prägte.

## Geschichte
1981 gründeten Vic Bondi (Gesang, Gitarre), Joe Scuderi (Gitarre), Dave Shield (Bass) und Bill „Virus X“ Richman (Schlagzeug) eine Band namens Direct Drive, deren Repertoire aus Coverversionen von Stücken von Bruce Springsteen und The Clash bestand. Den Besuch eines Konzerts der Hardcore-Band Bad Brains im Washingtoner 9:30 Club bezeichnete Sänger Bondi retrospektiv als „Offenbarung“ – er überzeugte anschließend seine Mitmusiker, ihre Spielgeschwindigkeit drastisch zu erhöhen. 1982 änderten die Mitglieder den Namen der Band in „Articles of Faith“. Die Band wurde von Hüsker Dü protegiert, beispielsweise wurden die beiden Alben der Band aus dieser Phase von Bob Mould produziert. Articles of Faith engagierten sich in der aufkommenden Hardcoreszene ihrer Heimatstadt – sie mieteten Räumlichkeiten für Konzerte auch anderer Bands an, organisierten und bewarben diese. Durch Kontakte zu Bands außerhalb Chicagos brachten sie diese für Konzerte in die Stadt und konnten ihrerseits landesweit auftreten. Da sie in Chicago häufig auf „all-ages shows“ spielten, nachmittags stattfindenden Konzerten, zu denen auch Personen unter 21 Jahren kommen konnten und bei denen es keinen Alkoholausschank gab, waren sie besonders unter Jugendlichen populär, die später den Kern der lokalen Straight-Edge-Szene bilden sollten. In der Punkszene waren sie weniger populär; nebst der schnelleren Musik unterschied auch der Hardcore-typische Arbeiterklasse-Look die Band deutlich von den Punks, die die wenigen Lokalitäten bevölkerten, in denen Hardcorebands in Chicago spielen konnten. Während ihrer gesamten Existenz verband Articles of Faith eine Rivalität mit den ebenfalls in Chicago beheimateten The Effigies. Beide Bands beanspruchten für sich, die wichtigste Band der Chicagoer Hardcoreszene zu sein. Die Effigies warfen den Articles of Faith vor, Trends nachzujagen und unoriginell zu sein (wobei auch andernorts behauptet wurde, die Band habe den Sound des D.C. Hardcore kopiert), die Articles of Faith sprachen hingegen sich selbst ein Maximum an Authentizität zu und behaupteten, dass nur sie den „Geist und Ethos“ der Szene vertreten hätten. Den beiden Wortführern des Streits, Vic Bondi von den Articles of Faith und John Kezdy von den Effigies, wurde von den Medien attestiert, ein großes Ego mit völliger Humorlosigkeit zu verbinden.
1983 stieß der Gitarrist Dorian „Taj“ Tajbakhsh zur Gruppe, so dass sich Bondi ausschließlich auf den Gesang konzentrieren konnte. 1984 verließ Schlagzeuger Richman, Mitglied der Revolutionary Communist Party, die Band, da seiner Meinung nach das politische Interesse der Bandmitglieder nachließ. Kurze Zeit später trat er der Gruppe allerdings wieder bei. 1985 trat Sänger Bondi eine Stelle als Geschichtslehrer an der University of Massachusetts Boston an, was zur Auflösung von Articles of Faith führte. Das bereits fertiggestellte Album In This Life erschien 1986 postum.
Die Bandmitglieder blieben musikalisch aktiv. Bondi gründete die Post-Hardcore-Gruppen Jones Very und Alloy, mit denen er jeweils mehrere Alben veröffentlichte. Gitarrist Tajbakhsh spielte in zwei wenig erfolgreichen Bands in Chicago und ist seit Ende der 1990er-Jahre als Solokünstler tätig. Richman spielte bei der experimentellen Noise-Band Repulse Kava. Abseits seiner musikalischen Tätigkeit war Bondi um das Jahr 2000 herum als leitender Redakteur eines Sprachlehrmoduls der Enzyklopädie Microsoft Encarta tätig.

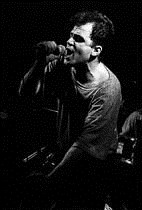
Vic Bondi (1992)

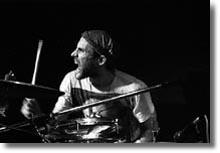
Bill Richman (1992)

1991 fand die Band für eine Europatournee in Originalbesetzung (inklusive Tajbakhsh) zusammen. Die Tournee dauerte bis März 1992; das letzte Konzert im rheinland-pfälzischen Alzey wurde aufgenommen und 1994 von Your Choice Records im Rahmen ihrer Serie von Livealben Your Choice Live Series veröffentlicht. 2006 war die Band mit einem Stück von ihrer ersten EP auf dem Soundtrack des Dokumentarfilms American Hardcore vertreten, in dem Bondi außerdem ausführlich interviewt wurde. 2007 wurde die Band im Dokumentarfilm You Weren't There: A History of Chicago Punk, 1977–1984 porträtiert und war auch auf dem Soundtrack des Films vertreten.
2010 reformierte sich die Band für einen Auftritt auf dem Chicagoer Riot Fest; in der Folge wurde eine EP mit neuem Material aufgenommen und auf Alternative Tentacles veröffentlicht. Weitere Aktivitäten ergaben sich daraus nicht.

## Stil und Rezeption
Der New Yorker Musikjournalist und Filmemacher Steven Blush bezeichnet Articles of Faith als das „soziale Gewissen der (Chicagoer) Hardcoreszene“. Der US-Journalist George Hurchalla hielt fest, dass Articles of Faiths melodischer Hardcore durch Bondis raue, aber variable Stimme geprägt sei und dass die Band zeitweise aus der Menge der Hardcorebands der Region herausgeragt habe. Der Chicago Reader analysierte, die Musik der Band sei schnell und aggressiv gewesen, aber durch genau die Einflüsse von Funk und Reggae abgemildert worden, die Jahre später das Kernmerkmal von Post-Hardcore-Bands wie Fugazi ausgemacht habe. Auch der Chicago Reader sah eine Vorwegnahme der Musik späterer Emo-Bands. Die Zeitung wertete, dass Articles of Faith „bis auf die Nachkommastelle genau so wild, knackig und markant“ gewesen wären wie Black Flag, Minor Threat oder die Dead Kennedys, dass ihnen aber deren nachhaltiger nationaler Ruhm wegen ihrer Herkunft aus Chicago verwehrt geblieben wäre. In textlicher Hinsicht sei die Band außerdem direkter Konkurrent der ebenfalls akademisch geprägten Bad Religion gewesen und hätten „einen Leitfaden (vorgelegt), um politische Wut in persönliche, emotionale Nuancen zu übersetzen“.
Allmusic bezeichnete die Band als Vorreiter der Chicagoer Hardcoreszene. Herausragendes Merkmal sei die eindeutige politische Haltung der Band gewesen. Zusätzlich sei das Album In This Life ein Wegbereiter des Emo-Genres gewesen. Das Online-Magazin Pitchfork attestierte der Band „ohrwurmartige Refrains“, wie sie innerhalb des Hardcore-Genres später Slapshot oder Youth of Today verwendet hätten, während die Texte eine Ansammlung linker Klischees darstellten. Pitchfork stellte aber heraus, dass sich die Band auf ihrer 1983 erschienenen EP Wait gegen den im Hardcore vorherrschenden, männlich geprägten Gruppendruck wendeten. In musikalischer Hinsicht hätten die „talentierten Musiker“ das Songwriting sehr ernst genommen und wären aus den Genrekonventionen des Hardcore ausgebrochen; das Ergebnis sei „der Klang von Kunst, die sich aus dem Sumpf genreüblicher formaler Beschränkungen erhebt“. Das Fanzine Maximumrocknroll bezeichnete das Album In This Life als „Pflichtprogramm“. Trouser Press urteilte über das Debütalbum der Band, die Songs seien „meisterhaft gestaltet“ und entgegen Genrekonventionen „zur Gänze ausgearbeitet“; die Band demonstriere ein „überlegenes Talent“ und lote die Grenzen des Genres aus, ohne dabei die Linie in Richtung Pop oder Metal zu überschreiten. Über das 1986 erschienene In This Life urteilte das Magazin hingegen, es klänge streckenweise nach Soul Asylum.

## Diskografie
- 1982: What We Want Is Free (EP, Version Sound)
- 1983: Wait (EP, Affirmation Records)
- 1984: Give Thanks (Reflex Records)
- 1986: In This Life (Lone Wold Records)
- 1994: Your Choice Live Series (Livealbum, Your Choice Records)
- 2010: New Normal Catastrophe (EP, Alternative Tentacles)

### Kompilationen
- 1991: Core (Bitzcore)
- 2002: Complete Vol. 1 1981-1983 (Alternative Tentacles)
- 2002: Complete Vol. 2 1983-1985 (Alternative Tentacles)